# Eleonora-Noga Alberti
Eleonora-Noga Alberti  (Buenos Aires) es una cantante y musicóloga argentina. 

## Biografía
Soprano argentina de relevante carrera internacional especialmente en el campo de la canción de cámara y con un amplio espectro de estilos e idiomas. 
Cantó en las principales salas de la capital (Salón Dorado del Teatro Colón, Auditorio de Belgrano, Teatro Coliseo), del interior de Argentina y en casi todas las capitales de Latinoamérica.
En París (Teatro del Forum des Halles), Nápoles (Instituto Francés), Madrid (Auditorio del Instituto Francés), Londres, Jerusalén, Haifa, Bruselas, Copenhague, Friburgo. En el Festival Duisburg Akzente de 1989 y en Colonia (Alemania) en representación de Francia. En los Dame Mira Hess Memorial Concerts de Chicago, Washington (Hall de las Américas) y Nueva York (Auditorio Dag Hammaskjold de las Naciones Unidas) y Chile (Auditorio de la Biblioteca Nacional). En el Carnegie Hall cantó bajo la dirección de Gerardo Gandini. Se presenta con frecuencia en Brasil.
Sus presentaciones han contado con el patrocinio de la Asociación Francesa de Acción Artística, del Ministerio de Relaciones Exteriores de Argentina, y de la Embajada de España en Argentina.
Es miembro de la Asociación de Intérpretes de Francia (SPEDIDAM) y de la Asociación de Intérpretes de Argentina (AADI).
Fue solista de orquestas nacionales y extranjeras. Grabó para la radio y televisión europea y argentina. Tuvo a su cargo numerosos estrenos y primeras audiciones de autores contemporáneos.  Su discografía abarca siete títulos editados en Argentina , España. En Francia  ha grabado "Les Chants de Marianne" con cantos de la Revolución Francesa que ella misma recuperó y restauró en base a los documentos existentes en la Biblioteca Nacional de Francia.
Doctora en Música, Licenciada y profesora Superior de Música en la especialidad Musicología. En virtud de sus investigaciones sobre el  Cancionero Tradicional Judeo-español, en el año 2000 el Ministerio de Asuntos Exteriores de España le otorgó la Beca para Hispanistas.  Una de las melodías sefardíes de su archivo documental fue fondo musical de la película “Los zancos” de Carlos Saura.

## Espectáculos
- Cantares de Sefarad (1977-1992) - canciones de la tradición judeoespañola. Recitales en la capital e interior de Argentina, Sudamérica, Europa y Estados Unidos.

- Youkali (1993) - canciones de Kurt Weill y George Gershwin. Recital inaugural de La Scala de San Telmo, Buenos Aires.
- Aires Iberoamericanos (2001-2011) - canciones españolas, sefardíes e iberoamericanas. Buenos Aires.
- Memoria y Cantares de Sefarad (1996) - junto a la poeta Leonor Scliar. Buenos Aires, Florianópolis, Curitiba, San Pablo y Porto Alegre.
- La Voix Humaine de Francis Poulenc (1985-1986) - monólogo operístico. Buenos Aires, Bariloche.
- George Gershwin del corazón de Europa a Broadway (2002) - Buenos Aires.
- Opereta y Comedia Musical (2005) - Buenos Aires.
- Armonía de la tarde (2006-2008) - canciones y poemas de Charles Baudelaire, Buenos Aires, San Telmo.
- Amores Republicanos - Le Chant de Marianne (1989-1990, 1999-2001) - canciones de las mujeres en la época de la Revolución Francesa, Duisburg Akzente 1989, Buenos Aires, La Scala de San Telmo.
- Atardeceres con la Lírica (2011 - ) - Alianza Francesa de Buenos Aires, Centro Fortabat-Palermo, Buenos Aires.

## Discografía
- 1979: Cantares de Sefarad - LP LA CORNAMUSA, Buenos Aires, Argentina.
- 1980: Chants Traditionnels Sefardis - LP LYRION MUSIC, París, Francia.
- 1989: Les Chants de Marianne - CD CYBÉLIA, París, Francia.
- 1989: Jerusalén/Chicago - CASETE TARKA, Buenos Aires, Argentina.
- 1993: Cantares de Sefarad - Vol. 2 - CD MÚSICA & MARKETING S.A , Buenos Aires, Argentina.
- 1993: Cantares de Sefarad I - CD PISCITELLI PRODUCCIONES, Buenos Aires, Argentina.
- 1993: Cantares de Sefarad Vol. II - CD SEVERAL RECORDS, Madrid, España.
- 1995: Madrigales americanos en "Panorama de la música argentina" - CD IRCO, Buenos Aires, Argentina.
- 1996: Luces y Sombras - CD PISCITELLI PRODUCCIONES, Buenos Aires, Argentina.
- 1997: Un pueblo y sus canciones - CD PISCITELLI PRODUCCIONES, Buenos Aires, Argentina.
- 2003: Lieder - CD, Buenos Aires, Argentina.
- 2006: Con el duende de Federico García Lorca - CD PRETAL, Buenos Aires, Argentina.
- 2007: Cantares de Sefarad Vol. II - reedición CD EPSA, Buenos Aires, Argentina.

## Publicaciones

### Libro
Judeoespañol: Lenguaje y Canto. Bibliografía y documentos sefardíes, Acervo Cultural, Colección Formativa, Buenos Aires, 2011. Incluye CD con ejemplos documentales.

### Artículos
- Los sefardíes y la tradición hispánica, ABC, Asunción del Paraguay, 1974[1]
- Música y festejos tradicionales paraguayos: San Baltazar.  ABC. Suplemento dominical, Asunción, 3, 2 de febrero de 1975[2]
- Romances tradicionales en Latinoamérica: algunos ejemplos sefaradíes y criollos, American Jewish Committee, 252-269, Buenos Aires, 1975.[3]
- Un rasgo arcaico en la Música Tradicional Sefaradí, la cadencia ‘overt-clos’.  Ficta, 1/4: 241-253, Buenos Aires, 1977[4]
- La transcripción de las melodías tradicionales. Un problema de la Musicología. Maguen: AIV y CESC, (2a. época) 42: 39-41, Caracas, 1984[5]

- El patrimonio musical tradicional de los judíos sefaradíes, Sefárdica, 1/1:1-16, Buenos Aires, 1984[6]
- El  Romancero Judeo-español en Argentina, Chile y Paraguay, La Corónica, XII/2: 275-276, Minneapolis, 1984[7]
- Tres romances de la tradición oral judeo-española. Algunas versiones recogidas en Buenos Aires, Incipit, IV: 145-155, Buenos Aires, 1984[8]
- Las melodías tradicionales sefardíes, motivo inspirador de la Canción de Cámara Universal, Maguen, 51: 18-19, Caracas, 1984[9]
- Un aporte sefardí.  La herencia poético-musical judeo-española, Maguen, octubre-diciembre, 53: 37-39, Caracas, 1984[10]

- La melodías sefaradíes y su proyección en la canción universal, Mundo Israelita, LXVII/3490, 9, Buenos Aires, 1990[11]
- El ropaje tradicional sefaradí, Raíces, 1/1: 60-61, Buenos Aires, 1991[12]
- Un repertorio de alternativa. La canción tradicional sefardí, Clásica, IV/48: 30-32, Buenos Aires, 1992[13]
- Canciones sefaraditas en Asunción del Paraguay, Raíces, 1/3: 28-29, Buenos Aires, 1992[14]
- El Cancionero Tradicional Sefardí. Un modelo de supervivencia, La Nación, Secc. 7, p. 2, Buenos Aires, 17 de mayo de 1992[15]

- Sefardíes y criollos.  Algunos descubrimientos al recuperar la tradición oral musical judeo-española, Davar, 128: 383-394, Buenos Aires, 1992[16]
- 4 Textos + 2 Melodías= varias incógnitas. Documentos del Romancero Judeoespañol,  Sefárdica, 9: 235-247, Buenos Aires, 1992[17]
- De la ‘profecía maléfica’al ‘renacer’sefaradí, Mundo Israelita, 13, Buenos Aires, 18 de diciembre de 1992.[18]
- Tradición e interpretación del cancionero sefaradí, Cantata, 6: 44-45, Buenos Aires, 1993[19]
- Historia y actualidad del canto tradicional sefardí.  Cinco Siglos de presencia judía en América, 43-51, Buenos Aires, 1995[20]

- La tradición poética y musical judeoportuguesa de Amsterdam.  Informe de la documentación realizada en Buenos Aires.  Revista del Instituto de Investigación Musicológica “Carlos Vega", 14: 135-150, Buenos Aires, 1995.[21]
- George Gershwin, «un autor de canciones americanas», Cuatro por cuatro, 2, 10, Buenos Aires, agosto, 1998
- Un manuscrito marroquí, de romances judeoespañoles, recuperado en Buenos Aires, Studia Hispanica Medievalia IV, 220-233, Buenos Aires, 1999[22]
- La Canción Sefardí. Tradición y Proyección, Actas del Encuentro Internacional "Cinco Siglos de Presencia Judía en América"-1492-1992 (M.E. Cohen y C. Lértora Mendoza), 455- 467, Buenos Aires, 2000[23]

- Dos romances sefardíes de incógnito en una colección de romances.  Aporte de nuevas versiones,  Studia Hispanica Medievalia V, Actas de las VI Jornadas Internacionales de Literatura Española Medieval 1999, 40-41, 136-144, Buenos Aires, julio de 1999 - junio de 2000[24]
- La tradición oral sefardí en Sudamérica.  Un Archivo Documental de Argentina,  Neue Romania, Judenspanisch V, 24, 7-24, Berlín, 2001[25]
- Tres ejemplos y tres vertientes del Cancionero Tradicional Judeoespañol, Actas del Encuentro Recreando la cultura judeoargentina. 1894-2001 (Comp. R. Feierstein-S. A. Sadow), 209-217, Buenos Aires, 2002[26]
- El rescate del legado poético-musical sefardí en Sudamérica.  Hispanismo en la Argentina, En los portales del siglo XXI: Tomo VI: Estudios de lengua y cultura españolas, 369-384, San Juan, 2002[27]

- Ken supiense y entiendense. Sefaraires, Carta a SEFARAIRES, 12, 4-5, abril de 2003
- Aproximación bibliográfica a la música tradicional sefardí, FICTA VII,  55-72, Buenos Aires, agosto de 2005[28]
- ¿Casual o causal? Un recuerdo de LagBaOmer, Carta a SEFARAIRES, 50, 10-11, junio de 2006[29]
- Romanzas y kantikas sefardíes.  Un viaje del Mar Mediterráneo al Río de La Plata, Buenos Aires Sefaradí,  Szwarcer, Carlos (Comp.): Temas de Patrimonio cultural: 22: 165-186, Buenos Aires, 2008.[30]

- Vertientes de la tradición oral sefardí en un fondo documental argentino: lo judeoespañol y lo hebraico, III Jornadas de Patrimonio y Arte Litúrgico, 365-370, Buenos Aires, 2012
- Un manantial de romances. La tradición judeoespañola en el Extremo Sur de América,[31] Revista de Folklore, 431, 36-44, Urueña, 2018

#### Inéditos
- Música Tradicional Sefardí.  Una investigación musicológica en la Comunidad de la Ciudad de Buenos Aires, Buenos Aires, 1972. 36 ejemplos musicales con sus correspondientes textos, Introducción y análisis.
- El Cancionero tradicional judeoespañol en Buenos Aires,  Santiago de Chile y    Asunción del Paraguay.  Sus fuentes orales, Universidad Católica Argentina “Santa María de los Buenos Aires”, Facultad de Artes y Ciencias Musicales, Buenos Aires, 1998. Tesis doctoral.
- El romancero sefardí de Marruecos. Búsqueda bibliográfica y Comparación de la documentación realizada en Argentina con otras fuentes documentales,  Instituto Arias Montano,  Biblioteca Nacional de España,  Madrid, 2000.
- Algunas analogías en los cancioneros tradicionales sefardí e iberoamericano, Universidad de San Pablo, Brasil, 1992.
- Fondo documental sobre música tradicional judeoespañola. Archivos orales y escritos, Buenos Aires, 2009
- Musicología y Medios Audiovisuales en la preservación del patrimonio cultural intangible. Tres experiencias simultáneas en la República del Paraguay,[32] Buenos Aires, 2017.

## Distinciones
- Mención de Honor a la Trayectoria - Premio Raíces Nacional 2014.